# Grazia Gresi
Grazia Gresi, nome d'arte di Graziella Grasso (Melfi, 29 aprile 1920 – Napoli, 17 aprile 2003), è stata una cantante italiana.

## Biografia
Si trasferì con la famiglia a Catania per motivi di lavoro. In giovane età praticò scherma, nuoto, ginnastica artistica e giocò nella squadra femminile di pallacanestro di Catania. Dopo la seconda guerra mondiale, si spostò a Napoli, lavorando presso la locale intendenza di finanza e seguì corsi di recitazione e canto.
Dopo aver vinto un concorso per voci nuove della RAI, debutta a Radio Napoli con l'orchestra di Gino Campese. Nel 1948, incide il singolo Io ti ho scritto tante volte, con l'orchestra di Pippo Barzizza, che riscosse grande successo in radio e la cantante venne definita dalla critica "La nuova Donnarumma". Nel 1956 vince il Festival di Napoli con il brano Guaglione, interpretato assieme ad Aurelio Fierro. Alla stessa manifestazione presenta anche 'E rrose d'o core abbinata a Tonina Torrielli.
Partecipò ad altre edizioni del festival partenopeo: nel 1957 da solista, nel 1958 con Nino Taranto, nel 1959 con Wilma De Angelis e nel 1961 con Carla Boni. Dopo varie tournée in Italia e all'estero, abbandonò la carriera negli anni settanta. Nel 1948, recitò nel film Monaca santa di Guido Brignone.
Nel corso della sua carriera, incise dischi per le etichette Cetra, Phonotype e Voce del Padrone.
Morì nel 2003 a Napoli, dove viveva fin da giovanissima.

## Discografia

### Singoli
- 1948: Io ti ho scritto tante volte/Baby vien con me (Cetra, DC 4831)
- 1952: Ritrattino/'E rrose (Phonotype, E 10.225)
- 1954: Mi sconcica/Sta passione me fa suffrì (La Voce del Padrone, HN 3330)
- 1955: 'A scemulella/Famme sunna' (La Voce del Padrone, HN 3375)
- 1956: Guaglione/'E rrose d''o core (La Voce del Padrone, HN 3667)
- 1956: Ragazza da fumetti/Cha cha cha napulitano (La Voce del Padrone, HN 3691)
- 1956: Amalfi/Chella llà (La Voce del Padrone, HN 3787)
- 1956: Amara come sei/Una rosa all'amor mio (La Voce del Padrone, HN 3789)
- 1957: Cantammola 'sta canzone/L'ultimo raggio 'e luna (La Voce del Padrone, HN 3810)
- 1957: Malinconico autunno/Bene mio (La Voce del Padrone, HN 3819)
- 1957: 'A sonnambula/Tarantella filosofica (La Voce del Padrone, HN 3872)
- 1957: Che tuorne a ffa?/Tarantella filosofica (La Voce del Padrone, HN 3881)
- 1958: Nun fa cchiù 'a francese/S'i nasco 'n'ata vota (La Voce del Padrone, HN 3906)
- 1958: Rosì tu sei l'amore/S'i nasco 'n'ata vota (La Voce del Padrone, HN 3912)
- 1958: Pasquale passaguaie/Cantaturiello (La Voce del Padrone, HN 3931)
- 1958: N'inglesina 'nnammurata/Fazzuletto souvenir (La Voce del Padrone, HN 3932)
- 1959: 'Sta miss 'nciucio/Cerasella (La Voce del Padrone, HN 3953)
- 1959: Napule 'ncopp'a luna/Sarrà chi sà (La Voce del Padrone, HN 3962)
- 1956: Guaglione/Cha cha cha napulitano (La Voce del Padrone, 7MQ 1023)
- 1958: Rosì tu sei l'amore/S'i nasco n'ata vota (La Voce del Padrone, 7MQ 1103)
- 1958: Nun fa cchiù 'a francese/S'i nasco n'ata vota (La Voce del Padrone, 7MQ 1109)
- 1958: Pasquale passaguaie/Cantaturiello (La Voce del Padrone, 7MQ 1125)
- 1958: N'inglesina 'nnammurata/Fazzuletto souvenir (La Voce del Padrone, 7MQ 1135)
- 1959: 'A lira/Oggi, domani, sempre (La Voce del Padrone, 7MQ 1218)
- 1959: Turnammece a parlà/Cantaturiello (La Voce del Padrone, 7MQ 1233)
- 1959: 'Sta miss 'nciucio/Cerasella (La Voce del Padrone, 7MQ 1237)
- 1959: Sarrà... chi sa?/Napule 'ncopp'a luna (La Voce del Padrone, 7MQ 1247)
- 1959: Turmiento/'A Cumeta (La Voce del Padrone, 7MQ 1311)
- 1959: Nun sò cchiù niente pe tte/Ingratitudine (La Voce del Padrone, 7MQ 1312)
- 1959: Nun m'aspettà stasera/Viento (La Voce del Padrone, 7MQ 1313)
- 1960: Cucù settè/Stasera si (La Voce del Padrone, 7MQ 1412)
- 1960: Serenatella co' si e co' no/Pe 'nu raggio 'e luna (La Voce del Padrone, 7MQ 1413)
- 1961: 'O tuono 'e marzo/Te sento dint''e vvene (La Voce del Padrone, 7MQ 1634)

### EP
- 1956: Guaglione/'E rrose d''o core/Ragazza da fumetti/Cha cha cha napulitano (La Voce del Padrone, 7E MQ 7)
- 1957: Malinconico autunno/L'ultimo raggio 'e luna/Ragazza da fumetto/Cantammola 'sta canzone (La Voce del Padrone, 7E MQ 27)
- 1958: Rosì tu sei l'amore/S'i nasco 'n'ata vota/Nun fà cchiù 'a francese/Pecchè se canta a Napule (La Voce del Padrone, 7E MQ 53)
- 1959: 'Sta miss 'nciucio/Cerasella/Napule ncopp'a luna/Sarrà chi sa (La Voce del Padrone, 7E MQ 115)

### Album
- 1958: Mandulinata a Napule (La Voce del Padrone, QFLP 4056)

### Raccolte
- Antologia della canzone napoletana (1956) - "La scarpetta", con Amedeo Pariante

## Filmografia
- Monaca santa, di Guido Brignone (1948)